# Ваганов, Иван Семёнович
Иван Семёнович Ваганов (12 октября 1894 года — 6 декабря 1977 года) — советский офицер-танкист, командир механизированной и мотострелковой бригад в годы Великой Отечественной войны. Герой Советского Союза (31.05.1945). Полковник (8.10.1940).

## Биография
Иван Семёнович Ваганов родился в деревне Протопоповка (ныне в составе Арзамасского района Нижегородской области) в семье крестьянина. Русский. В 1906 году окончил начальную школу. Работал в паровозных мастерских в Арзамасе.
В ноябре 1914 года мобилизован в Русскую императорскую армию. Участник первой мировой войны на Кавказском фронте, где воевал рядовым в 154-м Дербентском пехотном полку 1-го Кавказского армейского корпуса. За храбрость в боях имел награды и дослужился до подпрапорщика. Участвовал в Эрзурумской операции.
Участвовал в Великой Октябрьской социалистической революции. В октябре 1917 года сформировал и возглавил Кубано-Черноморский отряд Красной гвардии при ревкоме 39-й пехотной дивизии на фронте. Член РСДРП(б) с 1917 года. В июне 1918 года стал командиром красного партизанского отряда, с которым затем влился в состав 3-й Украинской советской армии.
В Красной Армии с 1918 года. Участник Гражданской войны. Участвовал в боях против войск генералов П. Н. Краснова, Л. Г. Корнилова и А. И. Деникина на Кубани, был ранен и контужен. В августе 1918 года направлен на Восточный фронт, там воевал против Народной армии КОМУЧ и войск адмирала А. В. Колчака. С сентября 1919 года вновь воевал на Южном фронте, будучи назначен командиром Отдельной бригады имени Красных коммунаров. С июня 1920 года – командир 9-й отдельной кавалерийской бригады.
После войны продолжил службу в РККА, назначен в феврале 1921 года командиром Отдельной Дагестанской учебно-кадровой бригады Кавказского фронта. С ноября 1923 года — военком 67-го стрелкового полка Харьковского военного округа, с мая 1924 года — военком 134-го стрелкового полка, с октября 1925 – военком 153-го стрелкового полка Украинского военного округа. Окончил Военную академию РККА имени М. В. Фрунзе в 1929 году и в июне этого года был назначен начальником военно-хозяйственной службы 19-й стрелковой дивизии Московского военного округа. С апреля 1930 года — заместитель начальника 2-го отдела штаба Белорусского военного округа. С ноября 1931 года — начальник этапно-транспортной службы штаба Московского военного округа. С апреля 1934 года исполнял должность старшего руководителя кафедры тыла Военной академии имени М. В. Фрунзе. В апреле 1936 переведён в Военно-хозяйственную академию РККА, где служил старшим преподавателем оперативно-тактического цикла и преподавателем войскового тыла. Автор ряда работ и учебных пособий по службе войскового тыла.
Майор И. С. Ваганов 28 июля 1938 г. был уволен из РККА и в августе того же года арестован. В июне 1939 года его дело было передано на рассмотрение в Военный трибунал Харьковского военного округа, который полностью оправдал И. С. Ваганова. Он был освобожден из заключения. Но ещё год продолжались попытки осудить его, и только в мае 1940 года он был снова призван в армию. Служил преподавателем и старшим преподавателем службы тыла в Высшей военной школе штабной службы. С марта 1941 года — преподаватель службы тыла в Военной академии механизации и моторизации РККА имени И. В. Сталина.
С началом Великой Отечественной войны продолжал служить в академии, в октябре 1941 года с ней был эвакуирован в Ташкент. В начале декабря 1941 года был арестован в Ташкенте и вторично уволен из армии. Особым совещанием при НКВД СССР 5 апреля 1942 года был осуждён на 10 лет исправительно-трудовых лагерей. Отбывал заключение в Соликамском лагере. В феврале 1943 года досрочно освобождён из мест заключения, в начале марта восстановлен в кадрах Красной армии и направлен на учёбу. Окончил Академические курсы усовершенствования офицерского состава при Военной академии бронетанковых и механизированных войск РККА имени И. В. Сталина.
Участник Великой Отечественной войны с мая 1943 года. Тогда был назначен командиром 3-й механизированной бригады Воронежского фронта. Участвовал в оборонительном этапе Курской битвы, затем в Белгородско-Харьковской наступательной операции. В августе в боях под Белгородом был тяжело ранен и контужен, после выздоровления переведён на должность начальника штаба 31-го танкового корпуса. За мужество, проявленное в боях, с него была снята судимость Президиумом Верховного Совета СССР постановлением от 26 октября 1943 года. В ноябре 1943 года назначен заместителем командира 6-й мотострелковой бригады (позднее переименована за боевые отличия в 27-ю гвардейскую мотострелковую бригаду) 1-й танковой армии 1-го Украинского фронта. Участвовал в Житомирско-Бердичевской и Корсунь-Шевченковской наступательных операциях, в бою под городом Винница в январе 1944 года был вторично ранен. С 11 по 24 апреля 1944 года — командир 29-й гвардейской мотострелковой бригады 4-й танковой армии, затем — заместитель начальника штаба этой армии, а с 1 мая по 15 июля 1944 года временно исполнял должность начальника штаба 10-го гвардейского танкового корпуса. Затем вернулся в штаб армии на прежнюю должность. Участвовал в Львовско-Сандомирской наступательной операции. В июне 1944 года был контужен. С начала сентября 1944 года — заместитель командира по строевой части 71-й механизированной бригады, с февраля 1945 года — на такой же должности в 23-й гвардейской мотострелковой бригаде. Участвовал в Висло-Одерской и Нижнесилезской наступательных операциях. В начале апреля 1945 года назначен командиром 69-й механизированной бригады.
Командир 69-й механизированной бригады (9-й механизированный корпус, 3-я гвардейская танковая армия, 1-й Украинский фронт) полковник И. С. Ваганов проявил исключительные отвагу и мастерство командира в Берлинской наступательной операции. 22-24 апреля 1945 года 69-я механизированная бригада полковника Ваганова отличилась в боях на подступах к Берлину, нанеся противнику существенный урон в живой силе и технике, первой в армии ворвалась в город с юга и вышла на рубеж Тельтов-канала. Затем совместно с 91-й танковой бригадой бойцы вновь вырвались вперёд и захватили рубеж по Ландвер-каналу. Своими решительными действиями бригада Ваганова способствовала продвижению других частей корпуса.  В этих боях полковник И.С. Ваганов отлично организовал действия штурмовых групп совместно с пехотой и артиллерией. Бригада нанесла большие потери противнику. Сам командир бригады многократно проявлял героизм в тяжелых боях на улицах Берлина.
Указом Президиума Верховного Совета СССР от 31 мая 1945 года «за отличное выполнение боевых заданий Командования на фронте борьбы с немецкими захватчиками и проявленные при этом отвагу и геройство» полковнику Ваганову Ивану Семёновичу присвоено звание Героя Советского Союза с вручением ордена Ленина и медали «Золотая Звезда».
В мае 1945 года его бригада в составе армии участвовала в Пражской наступательной операции. Полковник Ваганов на своем танке первым вступил на северо-западную окраину столицы Чехословакии Праги.
После войны продолжал службу в армии. В августе 1945 года в связи с сокращением Вооружённых сил СССР бригада была переформирована в 69-й механизированный полк. И. Ваганов был оставлен командиром этого полка и служил в нём в составе Центральной группы войск. С февраля 1946 года служил в Военной академии имени М. В. Фрунзе: старший преподаватель кафедры бронетанковых и механизированных войск, старший преподаватель 2-го курса «А», старший преподаватель кафедры тыла. Кандидат военных наук (5.6.1953), доцент (26.6.1954). В декабре 1956 года полковник И. С. Ваганов уволен в отставку по болезни.
Жил в Москве. Автор нескольких статей о своём участии в Великой Отечественной войне. Умер 6 декабря 1977 года.

## Награды
- Герой Советского Союза (31.05.1945)
- 2 ордена Ленина (31.05.1945, 6.11.1945)
- 3 ордена Красного Знамени (3.11.1944, 20.06.1949, ...)
- Орден Отечественной войны I степени (9.03.1945)
- Медали СССР
- Орден Красного Знамени (ЧССР, 30.04.1970)[3]
- Военный крест 1939 года (Чехословакия, 1947)[4]

## Память
- Был Почётным гражданином г. Брандиса-на-Лабе (Чехия). Его именем назван парк этого города[5].